# Bílé stráně u Štětí
Bílé stráně u Štětí je přírodní památka evidenční číslo 5912. Tvoří ji stráně severovýchodně od železniční tratě 072 v severní části města Štětí v okrese Litoměřice, nedaleko severovýchodně od areálu papíren, v katastrálním území Štětí II. Chráněné území s rozlohou 12,498 ha bylo vyhlášeno 1. listopadu 2013. Důvodem jeho zřízení je ochrana polopřirozených suchých trávníků a facií křovin na vápnitém podloží. Okolo severní strany chráněného území vede naučná stezka Loupežníka Štětky.